# Al-Ahram Weekly
Al-Ahram Weekly ist eine ägyptische Wochenzeitung, die in englischer Sprache erscheint. Sie wird vom Verlag der Tageszeitung Al-Ahram herausgegeben. Die Wochenzeitung gehört zu den bedeutendsten englischsprachigen Zeitungen in der arabischen Welt.

## Wochenzeitungen der Al-Ahram
Im Verlag der Tageszeitung Al-Ahram werden zwei fremdsprachige Wochenzeitungen, die Al-Ahram Weekly und die Al-Ahram Hebdo, herausgegeben, letztere in französischer Sprache. Beide Wochenzeitungen erscheinen donnerstags als Druckausgabe. Die Artikel der Al-Ahram Weekly werden zudem meist am selben Tag auf der Website der Zeitung english.ahram.org.eg publiziert, auf der sie auch erhalten bleiben.

## Logo
Das Logo besteht aus drei roten Pyramiden mit Ziegelstruktur, über denen der Titel in schwarzen lateinischen Buchstaben angebracht ist. Das Logo leitet sich vom arabischen Wort الأهرام, DMG al-Ahrām ‚die Pyramiden‘ ab.

## Geschichte
Die erste Ausgabe erschien am 28. Februar 1991. Der Gründer und erste Chefredakteur war Hosny Guindy (* 1940, † 10. August 2003 in Kairo, arabisch حسني جندي).
Seit 1997 werden die Artikel der Zeitung auch vollständig im Internet veröffentlicht. Die Ausgabe anlässlich der Terroranschläge am 11. September 2001 wurde auf der Webseite eine halbe Million Mal aufgerufen.

## Inhalt
Auf der Titelseite erscheinen üblicherweise zwei Artikel zu ägyptischen oder internationalen Schwerpunktthemen. Weitere Themenschwerpunkte folgen: Egypt (Home), Region, International, Economy (Wirtschaft), Opinion, Press review (Presseschau), Reader’s corner (Lesermeinungen), Culture, Heritage (Erbe), Living, Sports und People. In den Rubriken Features, Focus und Special werden Artikel aus besonderen Anlässen publiziert. In größeren Abständen gibt es Sonderbeilagen zu Reisen (Travel) und Büchern (Books).
Der Inhalt der Zeitung stellt keine Zusammenfassung der Artikel der ägyptischen Tageszeitung Al-Ahram dar, vielmehr arbeitet das Team ihrer Autoren eigenständig.